# یولیان کوستر
یولیان کوستر (آلمانی: Julian Köster؛ زادهٔ ۱۶ مارس ۲۰۰۰) بازیکن هندبال اهل آلمان است.